# Mika Rottenberg
Mika Rottenberg (* 1976 in Buenos Aires) ist eine Installations- und Videokünstlerin. Sie wurde in Argentinien geboren, wuchs in Israel auf, lebt und arbeitet in New York.
1977 übersiedelte Mika Rottenberg aus Argentinien mit ihrer Familie nach Israel. 1998 erlangte sie den Abschluss am Beit Berl College of Arts in Israel. Rottenberg studierte bis zum Bachelor (2000) an der School of Visual Arts in New York und absolvierte den Master (2004) an der Columbia University.
Rottenbergs Videos haben Frauen mit körperlichen Auffälligkeiten zum Thema. Sie sind sehr groß, korpulent, muskulös, haben große Nasen, extrem langes Haar oder auffallend lange Fingernägel. Die Videos Mary’s Cherries (2004), Tropical Breeze (2004), Dough (2005–06), Cheese (2008) und Squeeze (2010) zeigen verschiedene Installationen mit beschäftigten Frauen.
Mika Rottenberg war Teilnehmerin zahlreicher internationaler Ausstellungen. 2015 zeigte sie NoNoseKnows auf der 56. Biennale di Venezia, 2017 nahm sie an den Skulptur Projekten in Münster teil. Rottenberg bespielte zahlreiche Einzelausstellungen in renommierten Museen und wurde mit bedeutenden Kunstpreisen ausgezeichnet. 2025 widmete ihr das Kunst Haus Wien eine größere Personale. Die Ausstellung, die in Kooperation mit dem Museum Tinguely in Basel und den Lehmbruck Museum in Duisburg erarbeitet wurde, zeigte Werke aus den Jahren 2002 – 2024, darunter Filme, Installationen, kinetische Skulpturen und Materialkompositionen wie die Lampshares (2024), in denen Rottenberg natürliche organische Strukturen mit farbigen Lampenschirmen aus wiederverwertetem Plastik verbindet. 

## Preise
- 2018: James Dicke Contemporary Artist Prize des Smithsonian American Art Museum[2]
- 2019:  Kurt-Schwitters-Preis[5]

## Ausstellungen
- 2016: Palais de Tokyo
- 2017: Skulptur Projekte Münster
- 2018: Kunsthaus Bregenz
- 2019: Museum of Contemporary Art Chicago
- 2020: Sprengel Museum Hannover
- 2020: Museum of Contemporary Art Toronto
- 2021: Louisiana Museum of Modern Art
- 2022: Musée d’art contemporain de Montréal
- 2025: Kunst Haus Wien in Kooperation mit dem Museum Tinguely in Basel und dem Lehmbruck Museum in Duisburg.